# Xã Convenience, Quận Pope, Arkansas
Xã Convenience (tiếng Anh: Convenience Township) là một xã thuộc quận Pope, tiểu bang Arkansas, Hoa Kỳ. Năm 2010, dân số của xã này là 892 người.